# تل التيماي
تل التيماي (تاريخياً كانت تسمى ثمويس، باليونانية: Θμοῦις) كانت مدينة في مصر السفلى، تقع على القناة الواقعة شرق النيل، بين فرعيه التانيتي والمنديسي. وتقع آثارها بالقرب من مدينة تمي الأمديد الحديثة.

## تاريخها

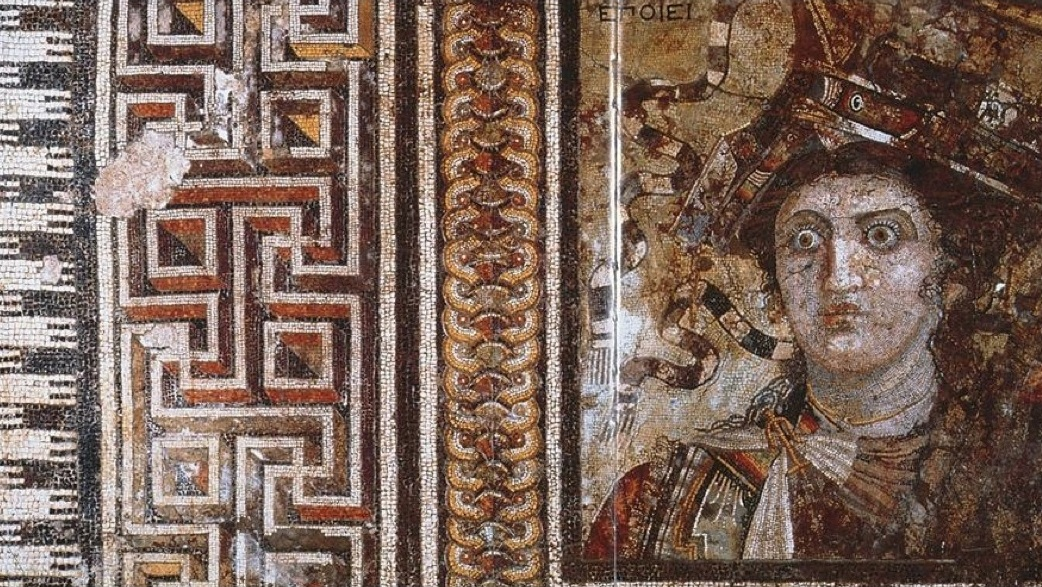
فسيفساء من ثمويس، مصر، من عمل الفنان الهلنستي سوفيلوس (توقيع) في حوالي 200 ق.م، وهي معروضة حالياً في المتحف اليوناني الروماني في الإسكندرية، مصر؛ المرأة المصورة هي الملكة البطلمية برنيكي الثانية (التي حكمت بالمشاركة مع زوجها بطليموس الثالث) كتجسيد للإسكندرية، حيث يظهر تاجها مقدمة سفينة، بينما تعلق بروشاً على شكل مرساة على ردائها، وهي رموز الإمبراطورية البطلمية تُجسد البراعة البحرية والنجاحات في البحر الأبيض المتوسط.

خلال العصر البطلمي، خلف ثمويس جدت كعاصمة لمقاطعة خا السادسة عشرة في مصر السفلى (هيرودوت [الجزء الثاني، 166]). ولا تفصل بين المدينتين سوى عدة مئات من الأمتار. ويذكر بطليموس أيضاً أن المدينة كانت عاصمة الإقليم المنديسي. وحوفظ على أساسيات معبدها خلال العصر البطلمي الروماني.
كانت ثمويس كرسياً أسقفياً في مقاطعة أوغوستامنيكا بريما الرومانية، ومساعدة أسقفية لأبرشية بيلوسيوم. وهي اليوم جزء من مطرانية البحيرة القبطية المقدسة (ثمويس وهيرموبوليس بارفا)، ومريوط (مريوتيس)، ومرسى مطروح (أنتيفراي وباراكتوريوم)، وليبيا (ليفيس)، وبنتابوليس (برقة).
وكانت لا تزال مدينة رومانية هامة خلال القرن الرابع، ولها إدارتها الخاصة، وكانت معفاة من ولاية حاكم الإسكندرية. وكانت موجودة زمن الفتح الإسلامي لمصر في 642م، وسُميت فيما بعد بـ«المُراد» أو «المُرادة»؛ ولا بد أنها اختفت بعد الفتح العثماني لمصر.
تقع آثار ثمويس في تل التيماي، على بعد حوالي خمسة أميال شمال غرب السنبلاوين، وهي محطة على خط السكة الحديد من الزقازيق إلى المنصورة في وسط الدلتا.